# 贝勒集团
贝勒集团是一家總部位於法国敘雷訥的奶酪製造商。贝勒集团旗下共有The Laughing Cow（乐芝牛）、 Babybel（小贝勒，主要生產芭比貝爾芝士）、Kiri、 Leerdammer和Boursin（主要生產布尔桑奶酪）五個品牌。
該企業1865年成立於奥热莱。2007年進入中国市场。